# Station Wielowieś
Station Wielowieś is een spoorwegstation in de Poolse plaats Tarnobrzeg.